# 橙胸咬鹃
橙胸咬鹃（学名：Harpactes oreskios）为咬鹃科咬鹃属的鸟类，分布于柬埔寨，中国，印度尼西亚，老挝，马来西亚，缅甸，泰国，和越南。该物种的模式产地在爪哇。

## 保护
- 中国国家重点保护动物等级：二级

## 亚种
- 橙胸咬鹃指名亚种（学名：Harpactes oreskios oreskios）。
- 橙胸咬鹃云南亚种（学名：Harpactes oreskios stellae）。在中国大陆，分布于云南等地。该物种的模式产地在泰国。[3]